# 콜린 딘
콜린 딘은 미국의 가수, 모델, 댄서다.

## 방송
- 오빠시대 (2023) - Top20(15위)

## 음반
- Inside (2019)

## 공연
- 와일드 와일드 <애프터파티> (2023)